# Jacob Jacobs
Pour les articles homonymes, voir Jacobs.
Jacobus Albertus Michael Jacobs, plus connu sous le nom de Jacob Jacobs (Anvers, 19 mai 1812 – Anvers, 9 décembre 1879), peintre belge de paysages et de marines, de style romantique et d’inspiration nordique ou orientale.

## Biographie
Jacob Jacobs, est né à Anvers (Belgique) le 19 mai 1812. Il est le fils de Joseph Michel Jacobs et Marie-Thérèse van Beethoven et est apparenté, du côté maternel, au compositeur allemand, Ludwig van Beethoven, dont il est l’arrière-petit-neveu. Ce dernier était, en effet, le fils de Théodore van Beethoven, d’origine anversoise.
Sa famille souhaite qu'il suive les traces paternelles et devienne imprimeur, mais, après deux années d’apprentissage de ce métier et face à son aversion grandissante pour celui-ci, elle accepte finalement sa préférence pour une carrière artistique et l’inscrit à l’Académie royale des beaux-arts d'Anvers, où il suit, à 17 ans, les cours de Ferdinand de Braekeleer, Mathieu-Ignace Van Brée et Gustave Wappers.
Il poursuit ensuite ses études à Louvain, dans le riche cabinet de van der Schrieck, propriétaire d’une des plus belles collections de l’époque, comprenant plus de 120 tableaux anciens et modernes, où la présence d’œuvres magistrales de Ludolf Bakhuizen et Adriaen van de Velde oriente plus particulièrement son choix vers les marines, genre quelque peu délaissé par ses contemporains et dans lequel il va exceller.
Sa première exposition a lieu au Salon de Bruxelles de 1833. Il y présente trois œuvres, dont une seule marine : Débarquement de pêcheurs, Intérieur de la citadelle d’Anvers, après le bombardement et Maison détruite par une bombe. L’année suivante, il se rend à la mer du Nord, où il trouve de nombreuses sources d’inspiration, qui seront encore enrichies par un voyage aux Pays-Bas, en 1837, et l’influence d’autres grands paysagistes hollandais du XVIIe siècle, comme Jacob van Ruisdael (1628-1682) ou Aert van der Neer (1603-1677), influence qui transparaît dans les paysages de l’Escaut et de la mer du Nord qu’il peint ensuite.
Ses premières œuvres témoignent donc de cette inspiration « nordique » et montrent des eaux froides, alternativement calmes ou déchaînées, à l’image de celles qui bordent les côtes hollandaises et flamandes, sous des ciels souvent plombés, parfois transpercés de belles trouées lumineuses.
En 1834, il expose trois tableaux au Salon d'Anvers : Une grosse mer battant la côte, un Bac de passage devant Anvers et Le pêcheur malheureux.

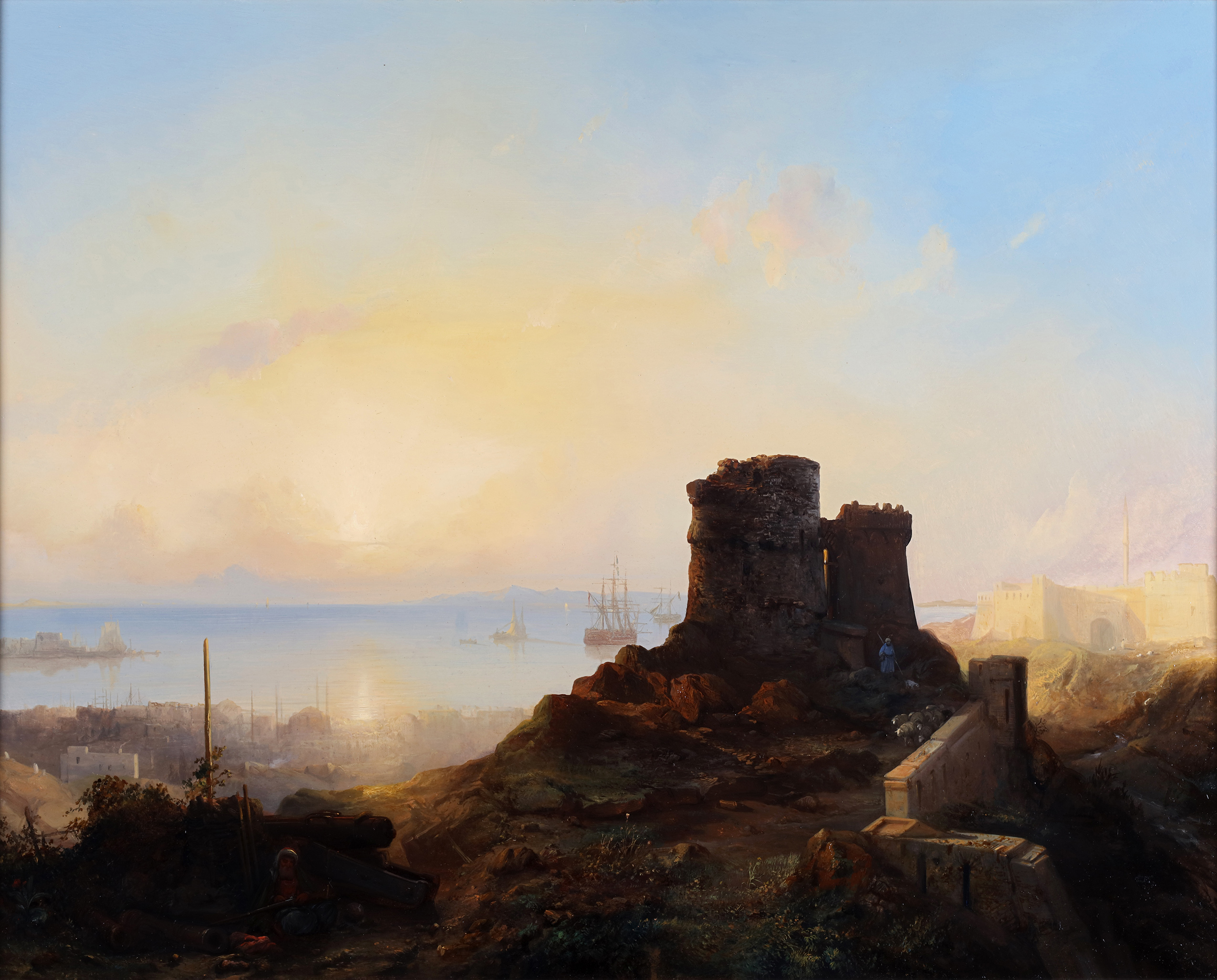
Vue de Constantinople de Jacob Jacobs 1842.

En 1835, il présente, au XVIe Salon de Gand (Palais de l’Université), Naufrage à la vue du port, tableau poétique qui rencontre un certain succès et est acheté par un jeune collectionneur de Louvain, M. Vander Buecken (lequel lui achètera encore plusieurs toiles par la suite), et, à nouveau, Le Pêcheur malheureux.

Son tableau Une plage hollandaise, présenté à l’exposition de Bruxelles de 1836, est acheté par le Gouvernement belge.

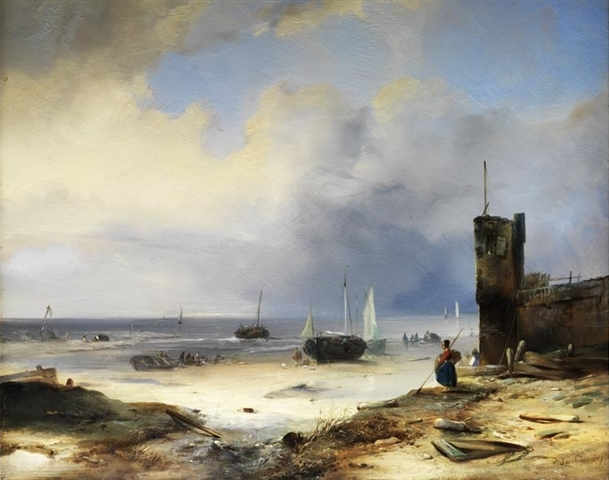
Jacob Jacobs, plage néerlandaise avec bateaux de pêche (1833)

L'année suivante, au Salon d'Anvers, il expose Le sauvetage, Tempête du 29 novembre 1836 devant Anvers et une Marine et, au Salon de Gand, en 1838, une seule toile : La Mer battant les côtes.
La même année (1838), il décide d’élargir son horizon et d’entreprendre, comme le fit, bien avant lui, entre 1679 et 1681, l'écrivain et graveur hollandais Cornelis de Bruijn (1652-1727), un grand voyage en Méditerranée. Ce périple de deux ans, commencé à la frontière belgo-hollandaise, le 29 mai 1838, à bord de L'Helena, le mène, après avoir longé les côtes anglaises et l’île de Wight, vers le Portugal, l’Espagne et Gibraltar (le 28 juin), puis les côtes d’Afrique du Nord : Maroc, Algérie (le 9 juillet) et Tunisie. Au cours de cette première partie du voyage, et malgré le mal de mer qui ne le quitte presque pas, il dessine inlassablement dans le premier des deux carnets qu'il a emportés : voilures du navire, marins au travail, mer houleuse ou étale, îles aperçues au loin, tous éléments qui lui serviront, par la suite, dans ses marines. Il passe par Malte, le 22 juillet, les îles grecques et les Dardanelles, qu'il atteint le 2 août 1838. Le navire à bord duquel il a embarqué alternant les ancrages sur les côtes d’Europe et d’Asie du Bosphore, ce n'est, finalement, que le 27 août, après un « voyage de 50 jours », qu'il arrive à Constantinople (Istanbul), où il reste quatre mois.

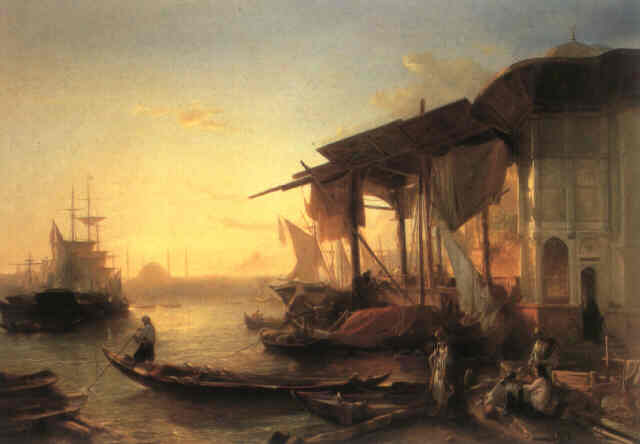
Bateaux marchands près de la côte turque (1849)

Ce long séjour dans la capitale ottomane lui permet d’engranger de nombreux souvenirs visuels, qu’il utilisera ensuite abondamment dans ses toiles, dans lesquelles il représente souvent et avec succès, le Bosphore et la Corne d'Or.

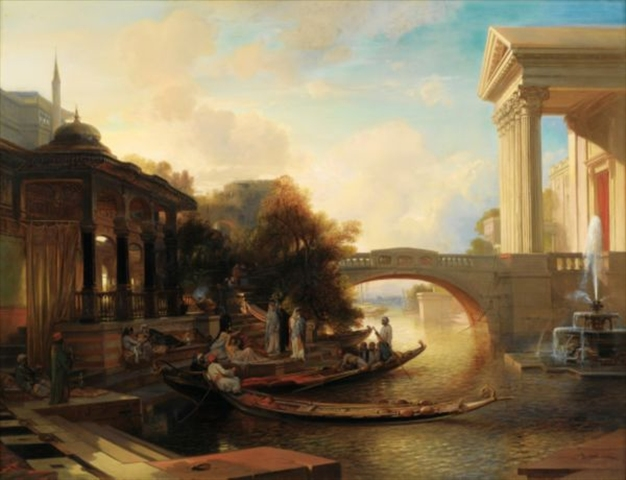
Femmes montant en barque près d'un kiosque (1856)

À Constantinople, il retrouve deux compatriotes, Anversois comme lui, le peintre Florent Mols (1811-1896), également élève de l’Académie d’Anvers, et le collectionneur et mécène Charles-Jean Stier van Aertselaer (1770-1848), qui souhaite se rendre en Égypte pour y acheter des antiquités. Ceux-ci ayant les mêmes projets que lui, ils poursuivent leur route ensemble et, le 6 décembre, « à bord du vapeur de Metternich », ils quittent Constantinople pour se rendre en Égypte, quelques mois seulement après David Roberts.
Ils passent par Smyrne et Rhodes, avant d’arriver en Égypte, où ils rejoignent le Caire, puis remontent le Nil vers Thèbes et la Nubie. Ils y croisent un autre compatriote, originaire de Gand, Alfred Ghislain de Lichtervelde (1813-1880), qui leur sauve la mise en tuant, le 27 février, un énorme crocodile de 5 pieds, monté intempestivement à bord de leur bateau. Ils poursuivent leur remontée du Nil vers Assouan et l’île de Philæ, où Florent Mols les quitte, le 12 mars 1839, pour retourner au Caire.
Ils visitent Thèbes et ses environs, font l'expérience du khamsin, un vent de sable très désagréable, dont le peintre reproduira les effets dans une de ses toiles, Le khamsin, ou le vent chaud du désert (1859).
Ils admirent les nombreuses merveilles qu’offre la vallée (temples de Luxor, de Médinet-Habou, Colosses de Memnon, tombeaux des Rois…), et Jacobs en profite pour engranger une profusion de dessins, rassemblés dans son très volumineux carnet de voyage.
Finalement, le 23 mars 1839, ils décident de regagner le Caire.
Arrivé au bout de son premier carnet, Jacobs entame alors le second. Ils visitent Tell el-Amarna et atteignent le Caire le 12 avril, y admirent la grande pyramide de Gizeh, dont il dessine le plan, ainsi que l’obélisque de Cléopâtre à Alexandrie. Ils quittent l'Égypte le jour-même (27 avril), pour retourner passer quelques semaines en Grèce, dont les paysages côtiers et les îles lui fournissent encore largement matière à remplir son deuxième carnet de voyage.
Ces deux gros carnets de dessins et de notes,, ainsi que quelques esquisses réalisées sur place, lui serviront d’inspiration durant tout le reste de sa vie et feront de lui le premier peintre orientaliste belge. Grâce à sa découverte de l'éclatante lumière de l'Orient, sa palette, au départ centrée sur les couleurs froides de la mer du Nord, va ensuite s'enrichir de tons chauds et dorés, lui permettant de recréer, dans ses toiles, les splendeurs admirées durant son périple.
Le 12 mai, Jacobs quitte Athènes « par le bateau à vapeur le Mamoudée », puis se rend à Patras et Corfou.
Après cela, il regagne Trieste, d’où, traversant l’Autriche et l’Allemagne, il se rend à Saint-Pétersbourg, avant de revenir à Anvers, où il s’installe.
Dès son retour, il expose, avec Florent Mols, à la Société royale d'Anvers pour l'encouragement des Beaux-Arts, où leurs toiles orientalistes étonnent et interpellent les critiques, encore peu habitués à ce genre de peintures et à « l'étrangeté de cette nature orientale ».
Il participe, ensuite, régulièrement, aux salons d'Anvers, Bruxelles ou Gand, où ses toiles sont appréciées, notamment une Vue de Constantinople, présentée à Bruxelles en 1842, et encensée par la critique.
Il se marie, le 12 avril 1842, avec Johanna Maria Witteveen, qui lui donne quatre enfants.
Par arrêté royal du 26 mai 1843, il est nommé professeur à l'Académie des Beaux-Arts de sa ville natale, où il succède, en 1843, à Jean-Baptiste De Jonghe en tant que titulaire de la classe de peinture de paysages. Son rôle y est important et un grand nombre de ses élèves, parmi lesquels Frans Lamorinière, Emile Claus, Louis De Winter, Frans Hens, Isidore Meyers, Adrien-Joseph Heymans, Eugène Wolters (nl) et Théodore Verstraete deviennent des peintres de paysages et de marines célèbres.
Deux ans plus tard, en 1845, il est l’un des nombreux artistes belges qui participent à l’illustration de l’ouvrage d’Henri Conscience, Geschiedenis van België (Histoire de la Belgique).
En 1847, il fait le tour de l’Allemagne du Nord avec Gustave Wappers et vers 1853-54, de la Scandinavie (Norvège et Suède), avec Jules-Joseph van Havre, neveu de Charles Stier d'Aerselaer et également mécène, et peint ensuite quelques toiles inspirées de ces pays nordiques.
Il est nommé membre agrégé de l'Académie d'Anvers le 6 septembre 1853 et membre effectif le 24 août 1875, en remplacement de Gustave Wappers. Il est fait Chevalier de l'Ordre de Léopold le 22 septembre 1849, puis Officier de cet Ordre le 19 décembre 1864.
Il enseigne à l'Académie des Beaux-Arts d'Anvers jusqu'à sa mort soudaine, le 9 décembre 1879, et en 1880, Joseph Van Luppen prend sa succession.
Son œuvre et son rôle de précurseur de l'Orientalisme en Belgique sont injustement méconnus aujourd'hui, ce qui est dommage, car il fut, avec Florent Mols (qui fut beaucoup moins prolifique, cependant), le premier à introduire ce type de peinture dans son pays et il le fit avec beaucoup de talent.
Pour résumer, on ne pourrait mieux illustrer la « dualité » de son œuvre, tiraillée entre deux inspirations géographiquement très éloignées, qu’en empruntant les termes utilisés pour la qualifier par Adolphe Siret, en 1867, à l’occasion du Salon d’Anvers : « (…) Vous rendez justice, et avec raison, à Bossuet et à Van Moer — mais vous semblez n'avoir pas vu les toiles magistrales de Jacob Jacobs, qui, tour à tour, peint avec du feu le ciel embrasé de l'Égypte où il est allé s'inspirer — et avec un frisson qui gagne le spectateur les cataractes bondissantes des contrées glaciales du nord dont il a vu et compris la mâle poésie (…) ».

## Œuvres principales
- La prière ou Piété, 1831 (mis en vente publique chez Bernaerts, Anvers, le 12 septembre 2016) ;
- Débarquement de pêcheurs, Intérieur de la citadelle d'Anvers, après le bombardement et Maison détruite par une bombe, 1832 (mis en vente publique chez De Vuyst, Lokeren, le 23.10.2010, sous le titre La canonnade d'Anvers) – Salon de Bruxelles de 1833 ;
- Plage néerlandaise avec bateau de pêche, 1833 (mis en vente publique le 27 mars 2009 chez Ampel, Munich) - voir ci-dessus ;
- Grosse mer battant la côte, Bac de passage devant Anvers, Le pêcheur malheureux - Salon d'Anvers, 1834 ;
- Naufrage en vue du port - Salon de Gand, 1835 ;
- Bateau de pêche rentrant au port, 1835 ;
- Une plage hollandaise (tableau acheté par le gouvernement belge), Temps calme, Le phare - Salon de Bruxelles de 1836 ;
- Vue de la mer à Boulogne, 1837 (mis en vente publique chez Campo & Campo, Anvers, le 29 novembre 2016) ;
- Le sauvetage, Tempête du 29 novembre 1836 devant Anvers, et une Marine – Salon d'Anvers, 1837 ;
- Bateaux à marée basse, 1837 (mis en vente publique chez Sothebys, N.Y., le 29 janvier 2010) ;
- La Mer battant les côtes - Salon de Gand, 1838 ;
- La rade d'Anvers, 1838 (mis en vente publique chez Campo & Campo, Anvers, le 15 décembre 2009) ;
- Carnets de voyage, 1838-1839, dessin, encre et aquarelle, 37 × 47,5 cm (mis en vente publique chez Christies, Paris, le 29 mars 2012) ;
- Une jetée à Constantinople, 1838 (mis en vente publique chez Collignon-Laurent, France, le 15 juin 1997) ;
- Cimetière turc à Pera (Constantinople), 1838 (mis en vente publique chez Sothebys, Londres et improprement baptisé An arab figure on a path) ;
- La forteresse de Qaïtbay à Alexandrie (esquisse), 1838 ou 1839 ;
- Vue de Corinthe, 1839 (mis en vente publique chez Groz-Delettrez, France, le 23 avril 2001) ;
- Clair de lune sur le Nil, 1839 (mis en vente publique chez Vanderkindere, Bruxelles, le 12 mai 1998) ;
- Vue des ruines du temple de Vénus, à Corinthe, Vue de la Tour des Chevaliers, à Rhodes (peut-être mis en vente publique chez Bernaerts, Anvers, le 25 octobre 2010 sous le titre Vue de port au Nord d'Afrique avec trois-mâts amarré près d'un château-fort avec phare, château-fort qui correspond à son dessin du 12 décembre 1838 du fanal de Rhodes – carnet 1, feuille 49), Vue prise dans la Vallée des tombeaux des Rois, à Thèbes (Haute Égypte), La Mosquée de Sainte Sophie à Constantinople - Salon d'Anvers, 1840 ;
- Marchands dans le port de Constantinople, 1841 (mis en vente publique chez Gros & Delettrez, France, le 17 décembre 2012) ;
- Portrait de M. P. Verreydt en 1841 sur fond de ville (mis en vente publique chez Horta, Bruxelles, le 6 octobre 2008) ;
- Vue de Constantinople, 1842 (mis en vente publique chez Sothebys, Londres, le 21 avril 2015, sous le titre L'arrivée du Sultan Abdülmecid à la Mosquée Nusretiye – en réalité, il s'agit du Sultan Mahmoud – ce tableau correspondant à celui reproduit dans une chronique de l'époque[30]) et Vue de l'île de Rhodes (probablement Vue de l'Acropole à Lindos (Rhodes), 1841 (mis en vente publique chez Christies, Londres, le 21 juin 2000 et dont la description correspond à celle faite à l'époque de l'exposition[31]) – Salon de Bruxelles de 1842 ;
- Moments Rest, 1842 (mis en vente publique chez Sothebys, Londres, le 27 juin 2007) ;
- Château des Croisés sur la côte ottomane ou Vue de Constantinople, 1842 (mis en vente publique chez Sothebys, Londres, le 22 mai 2014) ;
- Vue des Dardanelles, prise du côté de l'Europe, Vue de Syra en Grèce, La grande salle du Palais de Karnak, à Thèbes, (Haute Égypte) ; effet de nuit, La côte de la mer de Marmara, Une vue aux environs d'Assouan (Haute-Égypte) - Salon d'Anvers, 1843 ;
- Coucher de soleil sur le Nil avec une caravane ou Coucher de soleil dans la Basse-Égypte, 1843 (mis en vente publique chez Lempertz Allemagne, le 14 novembre 2015) ;
- Vue des environs d'Esneh (Haute-Égypte), après les inondations du Nil - Salon de Gand, 1844 ;
- Tombeaux de Silcilles, Haute-Égypte, 1844 (mis en vente publique chez De Vuyst, Lokeren, le 15 mai 1999, sous le titre Sur les rives du Nil) ;
- Personnage près d'un bateau échoué sur la plage, 1844 (mis en vente publique chez Sothebys, Amsterdam, le 19 octobre 2004) ;
- Vue de Grèce - Salon de Bruxelles de 1845 ;
- Marine et Halte d'Arabes dans le désert, aux environs des pyramides - Salon d'Anvers, 1846 ;
- Pêcheurs nord-africains sur la rive, 1847 (mis en vente publique le 8 juillet 2011 et le 10 décembre 2010) ;
- Ruines du Palais de Karnak à Thèbes, 1847 (ce tableau, dont il fera plusieurs variantes, montre, à l'avant-plan droit, Charles Stier d'Aertselaer en chaise à porteur, lui-même et Florent Mols coiffés d'un fez – à l'origine, propriété de Charles Stier, il fut mis en vente publique chez Christies à Londres le 17 juin 1994), Halte d'Arabes dans le désert, aux environs des Pyramides (tableau déjà exposé en 1846, acheté par le roi Léopold Ier, et disparu dans l'incendie du château de Laeken en 1890), Plaine de Thèbes inondée par le Nil - Salon de Bruxelles de 1848[32] ;
- Ruines égyptiennes, 1848 (mis en vente chez Sothebys, N.Y., le 25 octobre 2005, sous le titre Amidst Egyptian Ruins) ;
- Scène animée devant les pyramides, 1848 (mis en vente publique chez Vanderkindere, Bruxelles, le 12 mai 1998) ;
- Naufrage du navire Floridian sur le banc Longsand (côte d'Essex) (tableau acheté en 1851 par le roi Ludwig Ier pour la Neue Pinakothek de Munich[33], L'Escaut près d'Anvers, Fort à Rhodes (déjà exposé en 1840 et acheté par la famille Stier d'Aertselaer) - Salon d'Anvers, 1849 ;
- Bateaux marchands près de la côte turque, 1849 - voir ci-dessus ;
- Le temple de Louxor, 1850 (mis en vente publique chez Sothebys, Paris, le 20 octobre 2014) ;
- Une caravane aux abords du Nil ; environs des pyramides d'Égypte (mis en vente publique chez Horta, Bruxelles, le 14 mai 2012, sous le titre Caravane arrivant au puits (ce tableau semble être une variante de la Halte d'Arabes dans le désert, aux environs des Pyramides, acheté par Léopold Ier et aujourd'hui disparu –cfr. gravure de 1847[34]) – Salon de Gand, 1850 ;
- Paysage montagneux en Norvège, Hinterzee, 1850 (mis en vente publique chez Vanderkindere, Bruxelles, le 12 mai 1998) ;
- Pêcheurs dans le Bosphore, 1851 (mis en vente publique chez SVVMEP Gestas, France, le 4 mars 2017) ;
- Moored ships in a Calm, 1851 (mis en vente publique chez Sothebys, Amsterdam, le 30 octobre 2007) ;
- Boulogne, bord de mer, 1851 (mis en vente publique chez Vanderkindere, Bruxelles, le 12 mai 1998) ;
- Marine, Vue de l'Égypte dans la Delta, près de l'embouchure du Nil, La Corne d'Or, à Constantinople, 1849, Coucher de soleil dans la Basse Égypte – Salon d'Anvers, 1852 ;
- La Corne d'Or, à Constantinople, 1853 (seconde version du tableau de 1849, exposé à Anvers en 1852, commandée par le Prince Albert, mari de la Reine Victoria, à qui il l'offrit le 24 mai 1853 – toujours actuellement dans les collections royales anglaises et accroché dans la Queens sitting room du château d'Osborne sur l'île de Wight - RCIN 403661) ;
- Chute d'eau en Norvège, La Haye, Exhibition of Living Masters, 1853 ;
- Cairo ou Vue de Boulaq sur le bord du Nil, 1854 (seconde version du tableau Vue de l'Égypte dans le Delta, près de l'embouchure du Nil, exposé en 1852, commandée par le Prince Albert, mari de la Reine Victoria, à qui il l'offrit le 24 mai 1854 – toujours actuellement dans les collections royales anglaises et accroché dans la Queens sitting room du château d'Osborne sur l'île de Wight - RCIN 408943) ;
- Une vue de la première cataracte du Nil, en Nubie et Chute de Sarp sur le fleuve Glommen, en Norvège (tableau acheté par le Gouvernement belge et actuellement dans les Collections des Musées Royaux des Beaux-Arts de Belgique - Inv. 1335) - Salon d'Anvers, 1855 ;
- Chute d'eau en Norvège, 1855 (ce tableau fait partie des Collections du K.M.S.K. à Anvers – No 101668 inv. 1269 KIK-IRPA) ;
- Femmes montant en barque près d'un kiosque, 1856 (mis en vente publique chez Sothebys, Paris, le 24 octobre 2007) - voir ci-dessus ;
- Le déchargement des felouques, 1857 (mis en vente publique chez Horta, Bruxelles, le 9 septembre 2013) ;
- Vue de Constantinople, Ruines du palais de Karnak à Thèbes, 1856 (tableau acheté par le Duc de Brabant, futur Léopold II (tableau actuellement conservé dans les Collections royales belges - inv. 707 Cat. – No 20018668 KIK-IRPA - et reproduit dans le catalogue de l'exposition Le Romantisme en Belgique, Musées Royaux des Beaux-Arts, Bruxelles, 18 mars-31 juillet 2005, p. 138, no 144 (*) ), Sogne-Fiorden en Norvège, Chute de Trollhoetta en Suède - Salon de Bruxelles de 1857 ;
- ((*) une version non datée de ce tableau, représentant un touriste en chaise à porteur devant les ruines et intitulée Gentleman on the grand Tour, inspecting the Ruins at Karnak, a été mise en vente publique chez Bonhams, Londres, le 13.12.200) ;
- Schmuggler an einem reissenden Gebirgsbach, 1857 (mis en vente chez Van Ham, Cologne, le 3 avril 2004) ;
- La halte de la caravane au puits, 1858 (mis en vente publique chez Vanderkindere, Bruxelles, le 19 mars 2013) ;
- Venise, entrée du Grand Canal, vue du quai Sciavoni, Le Kamsin, vent chaud du désert, 1859, Brise sur la côte finlandaise - Salon d'Anvers, 1861 ;
- Chute d'eau près dune digue rompue en Norvège, 1861 (mis en vente publique, Venduehuis der Notarissen, s-Gravenhage, le 12 novembre 2014) ;
- Conversation sur fond de paysage avec vue portuaire, 1863 (mis en vente publique chez Horta, Bruxelles, le 10 septembre 2007) ;
- Caravane fuyant devant le khamsin (vent chaud du désert) (peut-être mis en vente publique chez Christies, Amsterdam, le 2 mai 1990, sous le titre Camels in a sandstorm in the desert, 1863), Le temple d'Hypètre (sic) et l'île de Philae, sur le Nil en Nubie (peut-être mis en vente publique chez Christies, Amsterdam, le 22 avril 1992, sous le titre Moored vessels with arabs near Philae, Aswan, along the Nile, Egypt, 1863), Brise fraîche sur les côtes de la Finlande, Marine, Baie dans le golfe Lépante – Salon d'Anvers, 1864 ;
- Personnages au bord du Nil, les pyramides de Gizeh à l'arrière-plan, 1864 (mis en vente publique chez Bernaerts, Anvers, le 3 décembre 2014) ;
- Moulin à eau, 1864 (mise en vente publique chez Bernaerts, Anvers, le 20 octobre 2014) ;
- Installation pour la pêche au saumon dans un des fiords de la baie de Gudfangen en Norvège, Effet du matin (peut-être mis en vente publique chez De Vuyst, Lokeren, le 9 octobre 2004, sous le titre Fjord avec pêcheurs, 1867) - Salon d'Anvers, 1867;
- Cour égyptienne, 1867 (mis en vente publique par Servarts le 3 octobre 2001) ;
- Entrée du port de Bergen – Norvège, Vent dans le désert d'Égypte, et Rives de l'Escaut - Salon de Gand, 1868 ;
- Chute d'eau sur un affluent du Glommen - Salon de Bruxelles, 1869 ;
- Sur le Bosphore ou Animation dans le port d'Istanbul, 1870 (mis en vente publique chez Sothebys, Londres, le 19 avril 2016) ;
- Fort dans les environs d'Alexandrie, Égypte, ca 1873 (mis en vente publique chez De Vuyst, Lokeren, le 7 mars 2015) ;
- Obélisque près de la côte à Alexandrie, Égypte, 1873 (mis en vente publique chez De Vuyst, Lokeren, le 7 octobre 2000) ;
- Débardage près de la cascade, 1873 (mis en vente publique le 6 décembre 2010) ;
- Embouchure de l'Escaut, Chute d'eau en Norvège et Le Sauvetage dAnvers in extremis - Salon d'Anvers, 1873 ;
- L'embouchure de l'Escaut, 1874 (mis en vente publique chez Bernaerts, Anvers, le 3 mai 2017) ;
- Pêcherie aux saumons au lac de Gudvangen en Norvège, 1874 (mis en vente publique le 15 avril 2009) ;
- Vue de la Porte d'Aval à Etretat – Normandie, 1876 (ce tableau fait partie des collections du K.M.S.K. à Anvers - No 101669 inv. 1527 KIK-IRPA) - Salon d'Anvers, 1876 ;
- Paysage avec chute d'eau, 1878 (mis en vente publique chez Bernaerts, Anvers, le 4 mai 2016) ;
- Pyramide avec fortin à l'arrière-plan, 1878 (mis en vente publique chez Horta, Bruxelles, le 18 septembre 2001) ;
- Voiliers dans une tempête devant la côte, 1879 (mis en vente publique chez Amberes Veilingen, Belgique, le 14 octobre 2013).

## Distinction
- Chevalier de l'ordre de Léopold (22 septembre 1849)[35].